# Владикавказский троллейбус
Владикавка́зский тролле́йбус — бывшая троллейбусная система города Владикавказа. Действовала с 1977 по 2010 год. Прекратила работу в связи с нехваткой подвижного состава и изношенностью контактной сети.
Владикавказ стал первым городом в России, отказавшимся от троллейбуса, но сохранившим при этом трамвай (обычно в городах, где закрывался электротранспорт, происходило наоборот).

## История
В 1960-х годах администрацией города Орджоникидзе было принято решение о строительстве в городе троллейбуса. В 1969 году началось строительство троллейбусного депо на улице Гастелло, возле приборостроительного завода.

### Строительство первых очередей
Сначала пуск троллейбуса намечался на 1975 год. Основные объекты были готовы в следующем году. Сначала водители троллейбусов проходили практику на Астраханском троллейбусе. В конце 1976 года с Завода имени Урицкого прибыли четыре троллейбуса ЗИУ-682Б. Пробная поездка была совершена 29 декабря 1976 года.
В феврале 1977 года начались пробные рейсы троллейбусов по маршруту без пассажиров. Регулярное пассажирское движение по первому маршруту началось с 15 февраля 1977 года.
1 маршрут проходил от депо по улицам Гончарова, Барбашова, Ноя Буачидзе (проспект Коста), Волгоградской (Таутиева), Кирова, через центр города до ЖД вокзала, где односторонним кольцом охватывал улицы Маркова, Джанаева и Ростовскую.
С 21 июля 1978 года запущен второй маршрут троллейбуса от вокзала в новые микрорайоны северо-западной части города на левом берегу Терека.
Трасса этого маршрута протяжённостью 17 км проходила по улицам Кирова, Маркова, Джанаева, Ростовскую, Кирова, Маркуса, Маркова (обратно по Интернациональной Чкалова), Чапаева, Тельмана, Пожарского, Московской, А. Кесаева (бывшая Садовая) и Владикавказской.
В 1979 году была построена третья очередь троллейбуса, она была торжественно открыта 25 декабря.
Новая линия соединила северо-западные жилые районы с центром города и вокзалом.
Её трасса вела от 9 микрорайона через Архонский поворот и далее по улицам Ноя Буачидзе (проспект Коста), Таутиева, Кирова, Маркова, Ростовской, регулярные пассажироперевозки здесь начались с 1 января 1980 года.
В конце 1979 года протяженность троллейбусных линий Владикавказа составила 34,3 км.

### Дальнейшее развитие
В 1980 году была проложена новая троллейбусная линия по улицам Маркова и Ватутина до угла улиц Кутузова и Хетагурова, заменившая ликвидированную трамвайную линию 3-го маршрута. 28 августа 1980 года по этой линии был продлён маршрут № 1. 23 февраля 1981 года этот маршрут был еще раз продлён до нового разворотного кольца в конце улицы Кутузова. Здесь была сооружена новая тяговая подстанция
В 1984 году была смонтирована ещё одна линия в юго-восточном районе. Она прошла от улицы Кутузова по улицам Павленко, Пушкинской и Шмулевича. С 11 октября 1984 года по этой трассе пошли троллейбусы маршрута № 1, а маршрут № 2 был продлен от Центрального рынка до улицы Кутузова. Позже был построен новый участок по улицам Пушкинской и Куйбышева до улицы Ватутина. 1 мая 1986 года по этому участку пошли троллейбусы маршрута № 1, а линия по улице Шмулевича стала служебной..
Весной 1985 года была проложена новая линия по улице Пожарского, через путепровод над железной дорогой в промышленную зону до кольца на Черменском шоссе. По этой линии 8 мая 1985 года пошли троллейбусы нового 4-го маршрута «9 микрорайон — Черменское шоссе».
В 1987 году была построена новая троллейбусная линия от Детской больницы по улице Барбашова и проспекту Доватора, до кольца на улице Гадиева. Движение по новому маршруту № 5 «ул. Гадиева — Центральный рынок» открылось в конце июня 1987 года. Протяженность сети троллейбусных линий после открытия этого участка достигла 63,3 км. На этом рост троллейбусной сети Владикавказа закончился.

### Выживание в 1990-х годах

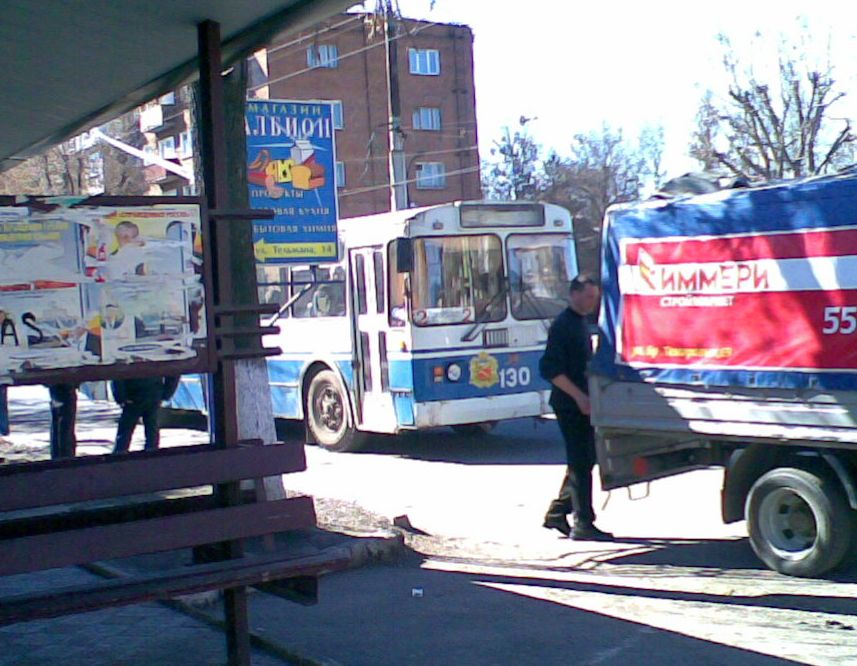
Троллейбус на маршруте № 2 на улице Тельмана. Слева от бортового номера герб Владикавказа. Март 2008 года

В 1990-х годах произошли некоторые изменения в маршрутной сети. Из-за ликвидации троллейбусной диспетчерской на улице Ростовской, маршруты троллейбусов № 3 и 5 продлеваются до улицы Кутузова. Изменяется трасса следования маршрутов в юго-восточной части города. Открыт новый маршрут № 6 «Улица Гадиева — Улица Кутузова», практически повторяющий трассу маршрута № 5, но проходящий по улице Шмулевича. Маршрут № 4 был закрыт.
В 1995 году указом президента РФ по оказанию помощи Северной Осетии предусматривалось строительство троллейбусных линий из города в Беслан до аэропорта и в село Гизель, а также возведение нового троллейбусного депо № 2.
За время проектирования эти проекты устарели и не были осуществлены: пассажиропоток в аэропорт с середины 1990-х годов стал минимальным, а сам аэропорт практически не работал.
Работы по сооружению линии в Гизель начались, но были остановлены. Установленные столбы и арматура в 1999 году были сняты и отправлены в Цхинвали, где использовались для восстановления троллейбусной линии (та линия была демонтирована ещё в 1990 году).
Экономический кризис 1990-х годов оказал негативное влияние на работу городского электротранспорта, который был вынужден возить практически всех городских льготных пассажиров, при этом дотации за них и общее финансирование были снижены до минимума. Это привело к снижению выпуска подвижного состава на линии и убыточности эксплуатации. Иногда на линию выпускалось всего 20 вагонов трамвая и 13 троллейбусов. Основная нагрузка по перевозке пассажиров легла на коммерческие микроавтобусы, число которых во Владикавказе в 2002 г. достигло 840.
Осенью 2001 года выпуск на линию составлял 36 вагонов трамвая и 15 троллейбусов; в июле 2002 г. — 32 трамвая и 17 троллейбусов.
В 1980 году троллейбус перевёз 6,82 млн пассажиров; в 1990 г. — 8,4 млн; в 2000 г. — 5,8 млн; в 2002 г. — 5,6 млн пассажиров. Протяжённость троллейбусных линий составляла 32,2 км по оси улиц; на инвентаре числилось 38 троллейбусов.
Из-за нехватки работоспособного подвижного состава и запчастей, а также критическим состоянием контактной сети, с 2003 года практически остался работать только маршрут № 2. Движение троллейбусов по другим маршрутам прекращено.
В 2009—2010 годах администрация города предпринимала попытки реанимировать троллейбус, поэтому было принято решение о реконструкции контактной сети.
Маршрут автобуса № 51 полностью соответствует закрытому в 2003 году маршруту троллейбуса № 5, а маршрут автобуса № 52 полностью совпадает с маршрутом троллейбуса № 2 (единственного действовавшего с 2003 года до момента закрытия сети). Планировалось начать движение автобусов и по другим ранее закрытым троллейбусным маршрутам — в частности № 3 и 4, но эти планы реализованы не были.

### Планы о возрождении
22 июля 2021 года на Общественном совете города Глава АМС Владикавказа Вячеслав Мильдзихов рассказал о планах возродить троллейбусную систему. Она должна пройти от Архонского перекрёстка до Мемориала Славы (Красногвардейский мост). На ней должны появиться новые троллейбусы "Адмирал". По словам Мильдзихова, планируется "сделать троллейбус визитной карточкой города". 30 мая 2022 года во Владикавказ был доставлен опытный экземпляр троллейбуса "Адмирал", выпущенный в 2015 году. На улицы города его пока не выпускали. Также непонятно, как будет осуществляться движение троллейбусов, если ликвидированы троллейбусное депо и практически полностью контактная сеть.

## Маршруты
В 1990-х годах в городе эксплуатировались 6 троллейбусных маршрутов:
1. Улица Гастелло — Улица Кутузова
2. Улица Кутузова — Улица Владикавказская (через улицу Тельмана)
3. Улица Кутузова — Улица Владикавказская (через Кировский мост и проспект Коста)
4. Улица Владикавказская — Черменское шоссе
5. Улица Гадиева — Улица Кутузова (через улицу Куйбышева)
6. Улица Гадиева — Улица Кутузова (через улицу Шмулевича)
С 2003 года регулярно эксплуатировался только один маршрут № 2

## Подвижной состав
В конце 1976 года с Завода имени Урицкого в город поступила первая партия из четырех троллейбусов ЗиУ-682Б.
В дальнейшем поступали троллейбусы модели ЗиУ-682В.
В 2001 году в город поступили пять новых троллейбусов ЗИУ-682Г, в том числе троллейбус, собранный в Волгограде на ВЗТМ в кооперации с владикавказским заводом «Электроконтактор».
В 2002 году прибыли ещё пять машин ЗИУ-682Г.
В 2008 году город приобрел три троллейбуса ВМЗ-100 в г. Шахты, где ранее было закрыто троллейбусное движение.
В конце 2009 года из Белоруссии на пробную эксплуатацию поступили два новых троллейбуса БКМ-321. 21 января 2010 года они начали работу на 2 маршруте.
Планировалось приобретение ещё шести машин, но планы изменились. Оказалось, что контактная сеть устарела, кроме того в ней наблюдалось недостаточное напряжение, так как подстанции уже не выдерживали нагрузки и требовали замены. Проработав несколько месяцев, машины были отстранены от работы и в сентябре 2010 года отправлены обратно в Беларусь.

## Остановка движения
В июне 2010 года администрация города приняла решение законсервировать троллейбусную систему и провести реконструкцию контактной сети и тяговых подстанций. 8 августа 2010 года стал последним днем работы Владикавказского троллейбуса. 9 августа вместо троллейбусов на линию вышли муниципальные автобусы малой вместительности. С 2010 года начат поэтапный демонтаж контактной сети и завершён в июле 2020 года.